# 盧卡·克拉因茨
盧卡·克拉因茨（義大利語：Luka Krajnc；1994年9月19日—）是一位斯洛文尼亞足球運動員，在場上的位置是後衛。現效力於德乙球隊漢諾威。他也代表斯洛文尼亞國青隊參加賽事。